# メシチルオキシド
メシチルオキシド (mesityl oxide) とは、有機化合物の一種で、示性式が CH3C(O)CH=C(CH3)2 と表されるケトン。無色の液体で、強いペパーミント臭を持つ。

## 製造
メシチルオキシドはアセトンの二量化により生成する。水酸化バリウムなどの塩基を触媒とするアルドール縮合によりアセトンからジアセトンアルコールを作り、ヨウ素を触媒として脱水させメシチルオキシドを得る。

## 用途
二重結合を水素化するとメチルイソブチルケトン (MIBK) が得られる。
メシチルオキシドに対してさらにもう1分子のアセトンが縮合環化すると、イソホロンが得られる。